# Termi
Termi (gr. Θέρμη) – miasto w północnej Grecji, w administracji zdecentralizowanej Macedonia-Tracja, w regionie Macedonia Środkowa, w jednostce regionalnej Saloniki. Siedziba gminy Termi. W 2011 roku liczyło 16 004 mieszkańców. Ośrodek przemysłowy.